# Mouilleron-en-Pareds
Mouilleron-en-Pareds è un comune francese soppresso e frazione del dipartimento della Vandea nella regione dei Paesi della Loira. Dal 1º gennaio 2016 si è fuso con il comune di Saint-Germain-l'Aiguiller per formare il nuovo comune di Mouilleron-Saint-Germain.
Qui nacque il politico Georges Clemenceau e il Generale Maresciallo di Francia Jean de Lattre de Tassigny

## Società

### Evoluzione demografica
Abitanti censiti